# Тарасовка (Кожанская сельская община)
Тарасовка (укр. Тарасівка) — село, входит в Фастовский район Киевской области Украины.
Население по переписи 2001 года составляло 28 человек. Почтовый индекс — 08555. Телефонный код — 4565. Занимает площадь 0,45 км². Код КОАТУУ — 3224984002.

## Местный совет
08555, Київська обл., Фастівський р-н, с.Малополовецьке, вул.Пархоменка,8